# Pilgramsreuther Sattel
Mit Pilgramsreuther Sattel wird eine naturräumliche Untereinheit (394-B) des Hohen Fichtelgebirges (Haupteinheit 394) im oberpfälzischen Landkreis Tirschenreuth, zu kleineren Anteilen auch im oberfränkischen Landkreis Wunsiedel, bezeichnet. Sie besteht aus dem Gebiet des Sattels zwischen dem „eigentlichen“ Fichtelgebirge mit der Kösseine (939 m) im Nordwesten und dem Steinwald (bis 946 m) im Südosten sowie der nur inselartig bewaldeten Westabdachung vom Nördlichen Steinwald und Reichsforst. Über den Sattel führt die Bahnstrecke Nürnberg–Cheb mit dem größten Ort des Naturraums, Neusorg, sowie die Staatsstraße St 2177 mit Pullenreuth. Auch von Waldershof liegen größere Teile des Gemeindegebiets im Naturraum, jedoch nicht die Kernstadt.

## Systematik
Die Naturräumliche Haupteinheit Hohes Fichtelgebirge (394) wurde in den Arbeiten zum Handbuch der naturräumlichen Gliederung Deutschlands als Untereinheit der Haupteinheitengruppe Thüringisch-Fränkisches Mittelgebirge (39) ausgewiesen. Da jedoch in der verfeinernden Gliederung 1:200.000 die Blätter 142 Plauen (Süd) und 154/155 Bayreuth nie erschienen sind, hatte es bis in die 2010er Jahre hinein keine Verfeinerung dieser Gliederung gegeben.
Inzwischen hat das Bayerische Landesamt für Umwelt eine auf den Haupteinheiten aufbauende Gliederung aller Naturräume Bayerns vorgenommen, die gegebenenfalls jeweils eine weitere Unterebene enthält – also bis zur 5. Ordnung reicht. Da es keine darüber hinaus gehende Verfeinerung gibt, wurden den Haupteinheiten keine Nachkommastellen nachgestellt, sondern die Kennziffern der Unter-Naturräume werden mit einem nachgestellten Buchstaben versehen. Beim Pilgramsreuther Sattel als zweiter von vier Untereinheiten war dies der Buchstabe B.

## Lage und Grenzen
Die Einheit 394-B besteht aus dem Gebiet des Sattels zwischen dem „eigentlichen“ Fichtelgebirge mit der Kösseine (939 m) im Nordwesten und dem Steinwald (auf der Platte 946 m) im Südosten. Die eigentliche Scharte zwischen beiden Gipfeln liegt auf etwa 606 m ü. NHN und wird von der Bahnstrecke Nürnberg–Cheb gut 1 km nordwestlich Pilgramsreuths im 761 m langen Langentheilener Tunnel (576,5 m) unterquert. Von der Platte aus kann dieser Punkt praktisch in reiner Abwärtsbewegung erreicht werden, während der Kösseine diverse weniger hohe Berge südöstlich vorgelagert sind.
Innerhalb des Naturraums liegen an der Bahnstrecke und der Staatsstraße St 2177 von Südwesten nach Nordosten (Kulmain-)Oberwappenöst, (Neusorg-)Wernersreuth, (Pullenreuth-)Lochau, Neusorg und Pullenreuth sowie diverse Kleinstweiler im Bereich des Tunnels nordwestlich von Pilgramsreuth und Rothenfurth (beide zu Pullenreuth). Im Südwesten und im Bereich des Tunnels liegen auch viele Weiler in Rodungen westlich der Bahnlinie.
Ab dem Gebiet um Pilgramsreuth verläuft der Naturraum entlang der Westabdachung des Nördlichen Steinwaldes und des Reichsforsts über (Waldershof-)Poppenreuth weiter bis etwa (Marktredwitz-)Manzenberg, wo der kleine Anteil des Naturraums am Landkreis Wunsiedel erreicht wird.
Der Pilgramsreuther Sattel stößt nach Nordwesten an das „eigentliche“ Fichtelgebirge (West- und Nordkamm des Hohen Fichtelgebirges, 394-A), nach Norden an die Selb-Wunsiedeler Hochfläche (395) bzw. das Selb-Wunsiedeler Hügelland (395-A), nach Osten und Süden an die Naturraumeinheit 394-C Steinwald mit Reichsforst und Steinwald und geht nach Südwesten in das Oberpfälzische Hügelland (070) über.
Die Grenzen zu den beiden Höhenzügen (394-A und 394-C) folgen unmittelbar den Grenzen dichter Bewaldung, nach Südosten bildet der Steinwitzhügel (664 m) den Grenzriegel zur Haupteinheit 070. Die Nordgrenze zum Selb-Wunsiedeler Hügelland verläuft knapp südöstlich des Kreuzweiher Bächls, des Steinbachs, des Walbenbachs und schließlich der Kössein. Sie rahmt von Nordwesten die Randhügel Mascher Berg (632 m), Lehenbühl (669 m), Foßbühl (664 m) und eine namenlosen Kuppe (589 m) nordöstlich von Dörflas ein, bis sie auf die A 93 trifft. Die Nordostgrenze zum Reichsforst folgt nunmehr der A 93 für einen kurzen Abschnitt nach Südosten in Richtung Pechbrunn, verlässt aber an der Abfahrt Pechbrunn die Bahn nach Süden, um bald darauf, der Waldgrenze folgend, nach Westen umzuschwenken und den im Nördlichen Steinwald liegenden Roßkopf (725 m) von Norden bis Südwesten im Gegenuhrzeigersinn um etwa drei Achtel einer Umdrehung zu umkreisen.
In den beschriebenen Grenzen hat der Pilgramsreuther Sattel eine Fläche von etwa 56,9 km².

## Berge
Folgende eigenständige Erhebungen des Naturraums sind erwähnenswert (geordnet nach Höhe über NHN, nach dem Gedankenstrich folgt jeweils eine Lagebeschreibung):
- „Im Brand“[8] (697 m) – Südrand, Steinwald-Ausläufer (südwestlich von (Waldershof-)Poppenreuth)
- Harlachberg (686 m) – Südrand, Steinwald-Ausläufer (südlich des Kernweilers von Pullenreuth-Harlachberg; Basaltkuppe)
- Lehenbühl (669 m) – nördlicher Randberg zur Selb-Wunsiedeler Hochfläche (südwestlich von (Waldershof-)Wolfersreuth)
- Foßbühl (664 m) – äußerster Norden des Naturraums, nah den Grenzen zu Selb-Wunsiedeler Hochfläche und Reichsforst (südöstlich von (Marktredwitz-)Dörflas)
- Steinwitzhügel (664 m) – südwestlicher Randberg zum Oberpfälzischen Hügelland (südöstlich von (Kulmain-)Oberwappenöst; Basaltsteinbruch)
- Mascher Berg (632 m) – nördlicher Randberg zur Selb-Wunsiedeler Hochfläche (nördlich von (Waldershof-)Masch)
- Namenlosen Kuppe (589 m) – nördlichste Erhebung des Naturraums (nordöstlich von Dörflas; Naturdenkmal Örter Stein)

Im Shapefile des LfU ist auch der Weiler Herzogöd (zu Fuchsmühl) nebst namenloser Kuppe unmittelbar westlich davon (751 m) dem Pilgramsreuther Sattel zugerechnet. Er liegt deutlich im zugehörigen Landschaftsschutzgebiet des Naturparks Steinwald, dessen Grenze hier eng an der Naturraumgrenze liegt; der Harlachberg liegt ebenfalls, wenngleich randlich, im LSG. Da die Kuppe bei Herzogöd insbesondere auf der Kammlinie zwischen Plößberg (820 m) und Kleinem Teichelberg (707 m) liegt, ist bei dieser Grenzziehung von einem Versehen auszugehen.

## Gewässer
Über den Pilgramsreuther Sattel verläuft, in Nordwest-Südost-Richtung, ein Abschnitt der Europäischen Hauptwasserscheide, genauer: die Wasserscheide zwischen Eger/Elbe im Nordosten und Naab/Donau im Südwesten. Die Wasserscheide verläuft, ausgehend von der Kösseine (939 m), über den Heuberg (697 m) zum Bereich des Eisenbahntunnels (606 m) und steigt dann wieder über Harlachberg (686 m) und Knock (845 m, Naturdenkmal Knockfelsen) zur Platte (946 m) hin an.
Alle Bäche, die nordöstlich der Wasserscheide entspringen, fließen über die Kössein und die Röslau der Eger zu. Im Naturraum betrifft das insbesondere (von Ost nach West):
- den von (Waldershof-)Lengenfeld über (Marktredwitz-)Reutlas kommenden, an der Naturraumgrenze parallel zur A 93 fließenden Rohrbach,
- den über die Waldershofer Kleinstweiler Schafbruck und Helmbrechts kommenden Ödweißenbach,
- seinen aus den Waldershofer Stadtteilen Hard (als „Silberbach“) und Walbenreuth kommenden Walbenbach sowie
- seinen von (Pullenreuth-)Harlachhammer über (Waldershof-)Masch kommenden Nebenbach Steinbach.

Der Rohrbach verlässt den Naturraum auf etwa 512 m ü. NHN, dem niedrigsten Punkt des Nordostteils des Naturraums.
Alle Bäche im Südwesten fließen demgegenüber über die Fichtelnaab der Naab zu, also insbesondere (von Nordost nach Südwest):
- der vom Weiler (Pullenreuth-)Höll über Pullenreuth nebst Mengersreuth kommende, unterhalb von (Neusorg-)Weihermühle mündende Höllbach und
- die südlich von Neusorg passierende, (Neusorg-)Riglasreuth durchfließende und südlich von (Pullenreuth-)Lochau den Naturraum verlassende Fichtelnaab.

Die Fichtelnaab verlässt den Naturraum auf etwa 502 m ü. NHN, der niedrigsten Stelle des Naturraums überhaupt, der im Südosten auf etwa 550 m ü. NHN, ins Oberpfälzische Hügelland übergeht.